# Клайн-Партвиц

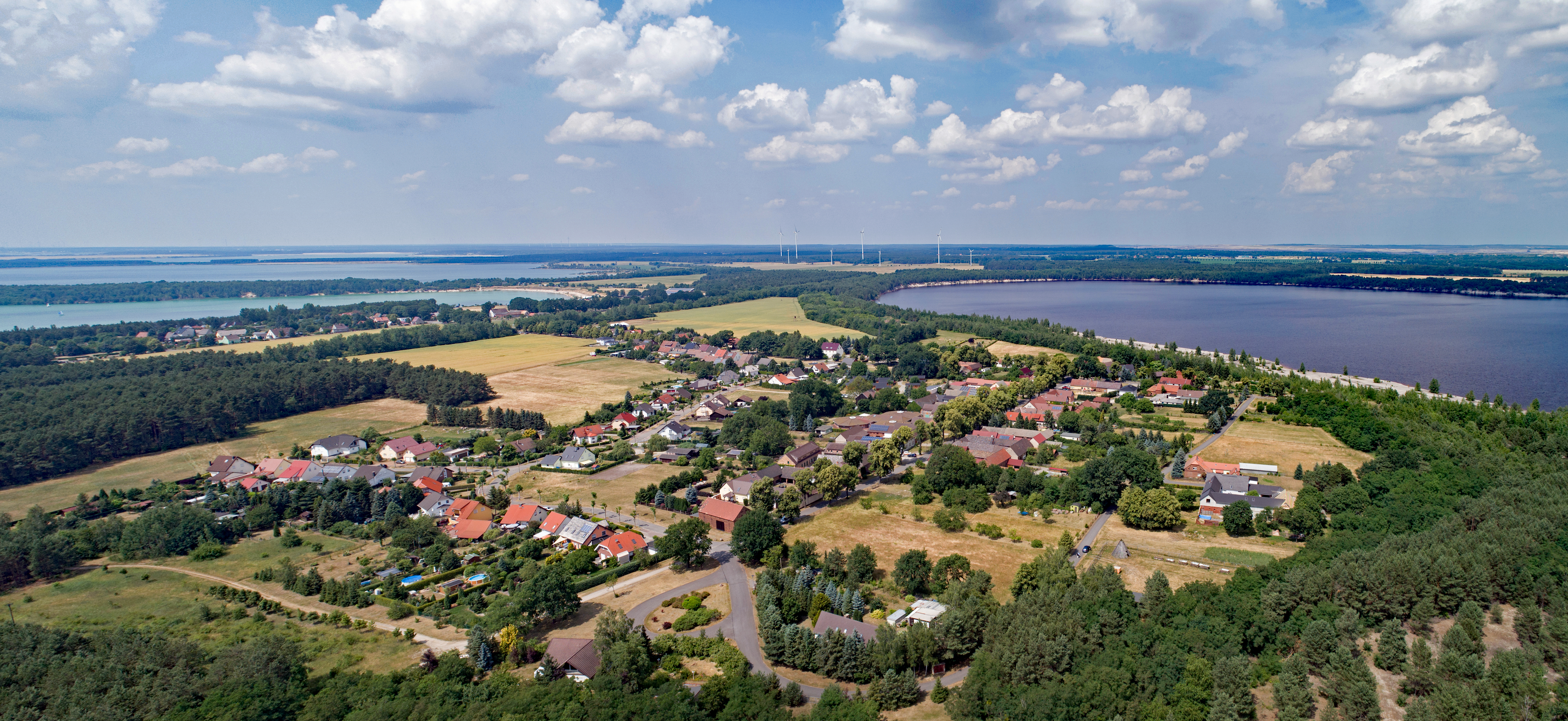

Клайн-Па́ртвиц или Бе́здовы (нем.  Klein Partwitz; в.-луж. Bjezdowyо файле) — деревня в Верхней Лужице, Германия. Входит в состав коммуны Эльстерхайде района Баутцен в земле Саксония. Подчиняется административному округу Дрезден.

## География
Находится на самом севере Верхней Лужицы недалеко от границы с федеральной землёй Бранденбург в районе Лужицких озёр между озёрами: на западе — Партвитцер-Зе (Парцовское озеро), на востоке — Блунэр-Зюдзе (Южное Блунянское озеро) и на юге — Нойвизер-Зе (Новолучанское озеро). Соседний населённый пункт: на северо-востоке на другом берегу Южного Блунянского озера — деревня Блунь.

## История
Впервые упоминается в 1568 году под наименованием Klein Partitz.
С 1970 по 1995 года входила в коммуну Грос-Партвиц. С 1995 года входит в современную коммуну Эльстерхайде.
В настоящее время деревня входит в состав культурно-территориальной автономии «Лужицкая поселенческая область», на территории которой действуют законодательные акты земель Саксонии и Бранденбурга, содействующие сохранению лужицких языков и культуры лужичан.
Исторические немецкие наименования
- Klein Partitz, 1568
- Klein Parthwitz, 1658
- Klein Partwitz, 1791

Исторические серболужицкие наименования
- Bjezdoły (Бездолы)
- Bezdow (Бездов)

## Население
Официальным языком в населённом пункте, помимо немецкого, является также верхнелужицкий язык.
Согласно статистическому сочинению «Dodawki k statisticy a etnografiji łužickich Serbow» Арношта Муки в 1884 году в деревне проживало 165 человек (из них — 163 серболужичанина (98 %)).
Лужицкий демограф Арношт Черник в своём сочинении «Die Entwicklung der sorbischen Bevölkerung» указывает, что в 1956 году при общей численности в 149 человек серболужицкое население деревни составляло 83,2 % (из них верхнелужицким языком владело 100 взрослых и 24 несовершеннолетних).
| 1825 | 1871 | 1885 | 1925 | 1939 | 1946 | 1950 | 1964 | 1990 |
| ---- | ---- | ---- | ---- | ---- | ---- | ---- | ---- | ---- |
| 167  | 153  | 169  | 195  | 172  | 156  | 161  | 147  | 184  |